# 에제키엘

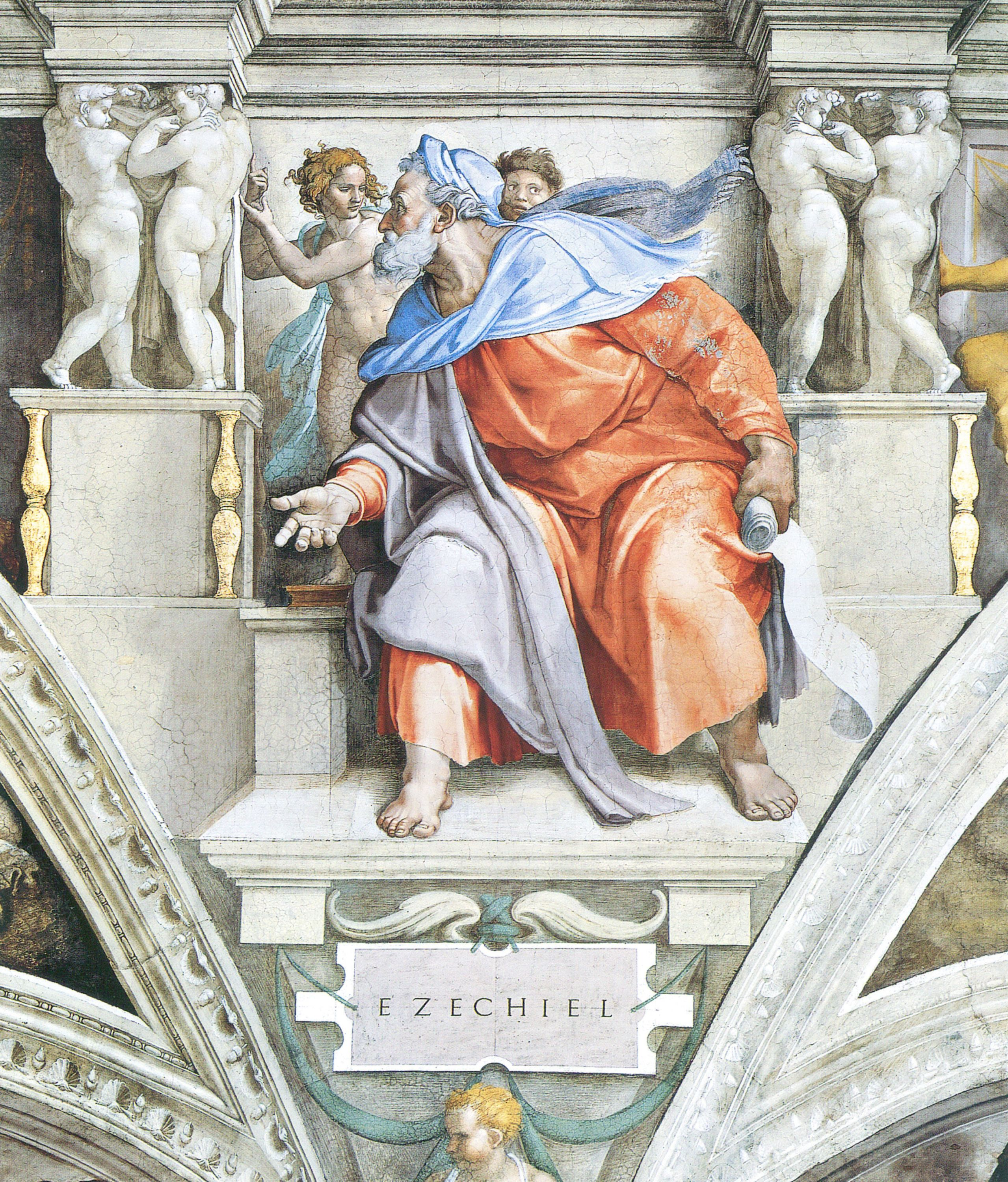
미켈란젤로가 그린 에제키엘 그림.

에제키엘(Ezekiel, יְחֶזְקֵאל) 또는 에스겔은 히브리어 성경의 에제키엘서에 나오는 주인공이다.
유대교, 기독교, 이슬람교에서 에제키엘은 예언자로 간주된다. 유대교와 기독교에서 그는 에제키엘서의 저자로 간주된다.

## 개요
기원전 598년 제1회 유폐 때 바빌론에 이주하여 그곳에서 소명(召命)을 받고 활약한 예언자이다. 그의 예언 내용은 <에스겔서>에 담겨 있다. 나라가 망하게 되는 기원전 587년까지는 백성들의 죄를 책하고 예루살렘에 심판이 내릴 것이라고 에언하였으나 예루살렘이 함락되었다는 소식을 듣고는 포로로 된 백성들을 위로하고 복지(福祉)에 대한 예언을 전하기 시작하였다. 여기에 이스라엘을 괴롭힌 여러 민족에 대한 심판, 분산된 이스라엘 민족 집결(集結), 다윗의 자손에 의한 통치, 신전의 회복과 이를 중심으로 하는 이스라엘의 재건을 강조하고 있다. 다시 그는 조상의 죄가 자손에 미친다는 예로부터의 생각을 부정하고 죄를 범한 개인이 책임을 져야 한다고 주장하였다. 최초로 '개인'이 자각된 주목할 만한 일이다. '계약'을 전제로 하여 성립한 국가가 붕괴되었기 때문에 율법에 의한 이스라엘의 재건을 원하게 되었던 것은 '개인'의 자각과 더불어 유태교 교단(敎團)의 발전상 커다란 의미를 갖는다.

## 같이 보기
- 에제키엘서
- 둘 키플 - 에제키엘과 연결되는 이슬람의 예언자